# 라부열
라부열(羅富悅, 미국 이름: 스테이시 L. 로버츠(Stacy L. Roberts), 1881년 2월 18일 ~ 1946년)은 미국에서 온 한국의 장로교 선교사, 신학자였다.

## 생애
라부열 선교사는 미국 펜실베이니아주에서 출생하였고, 1904년에 라피에르 대학 문과를 졸업하고 프린스턴 신학교를 1907년에 졸업했다. 라부열 선교사는 1907년 미국 북장로교 선교사로 내한해 5년동안 기독교 도시가 된 선천에서 선교활동을 하였다.
1913년부터 조선예수교장로회신학교 교수로 봉직하다가 1924년에는 사무엘 마펫의 뒤를 이어 32세의 나이에 2대 교장에 취임하여 1938년 신사참배 문제로 신학교가 폐교될 때까지 신학 교육을 통해 장로교 목회이자 한국 교회의 지도자들을 배출하는데 헌신하였다. 그는 성서 주해를 맡아서 공관복음, 로마서, 옥중서신, 요한계시록 등 신약의 중요한 과목을 가르쳤다. 그는 신학교에서 발행하는 저널 《신학지남》에 수많은 논문을 기고해 신학 발전에도 크게 기여했다. 1941년 일제에 의해 강제로 출국당하였고, 5년 후인 1946년에 소천하였다.

## 같이 보기
- 사무엘 마펫
- 조선예수교장로회신학교